# Dendrophthora davidsei
Dendrophthora davidsei är en sandelträdsväxtart som beskrevs av J. Kuijt. Dendrophthora davidsei ingår i släktet Dendrophthora och familjen sandelträdsväxter. Inga underarter finns listade i Catalogue of Life.